# Теницкая, Нина Леонидовна
Ни́на Леони́довна Тени́цкая (р. 1971) — советская и российская волейболистка, тренер, волейбольный функционер. Неоднократный призёр чемпионатов СССР и России.

## Биография
Нина Теницкая родилась в 1971 году.
Воспитанница обнинской волейбольной школы, выпускница СДЮСШОР по волейболу Александра Савина.
Игрок женского волейбольного клуба «Уралочка-НТМК».
В сезоне 1999—2000 года играла в ВК «Балаковская АЭС» (4-е место в чемпионате России).
В сезоне 2002—2003 года играла в ЖВК МГФСО (10 место в чемпионате России).
Капитан команды, играющий тренер ЖВК «Обнинск». В настоящее время — администратор команды.
Неоднократный призёр чемпионата СССР и России.
Мастер спорта России.